# Pandi
Pour l’article ayant un titre homophone, voir Pandy.
Pandi est une municipalité de la province de Bulacan située sur l’île de Luçon aux Philippines.